# THE WORKS (瀬上純のアルバム)
『THE WORKS』（ザ・ワークス）は、2009年10月21日に発売された、瀬上純のベスト・アルバム。

## 内容
2009年に瀬上純がリリースされた連続リリース第1弾。過去の作品に参加した曲や、自分が作曲や編曲した新曲が収録したベストアルバム。

## 収録曲
1. The Star-Spangled Banner (01:22)
（作曲：パブリックドメイン　編曲：瀬上純）
アメリカ合衆国国歌のリミックス。『EA SPORTS NASCAR ARCADE』より。
2. The American Dream (05:13)
（作曲・編曲：瀬上純　歌：Eric Martin）
このアルバムのために再レコードしたアルバムミックス。『Daytona USA Championship Edition』より。
3. Sons of Angels (04:30)
（作曲・編曲：瀬上純　歌：Eric Martin）
このアルバムのために再レコードしたアルバムミックス。『Daytona USA Championship Edition』より。
4. Lift You Up! (Short Edited ver.) (04:08)
（作曲・編曲：瀬上純）
このアルバムのためにエディットしたショートエディットバージョン。『OutRun2 Special Tours』より。
5. Batter Up! (04:01)
（作曲・編曲：瀬上純　歌：Eric Martin）
初回のCD収録。『プロ野球チームをつくろう！3』より。
6. Mr. Baseball (00:58)
（作曲・編曲：瀬上純　歌：Eric Martin）
初回のCD収録。『プロ野球チームをつくろう！3』より。
7. Baseball Anthem -Fight the Fight- (03:18)
（作曲・編曲：瀬上純　歌：Terry Ilous）
初回のCD収録。『プロ野球チームをつくろう！2』より。
8. Road to Win (05:13)
（作曲・編曲：瀬上純　歌：Ted Poley）
初回のCD収録。『プロ野球チームをつくろう！2』より。
9. Moon Shot! (00:33)
（作曲：絹川唯史　編曲：瀬上純）
初回のCD収録。『プロ野球チームをつくろう！2』より。
10. Afternoon Tea (01:33)
（作曲・編曲：瀬上純）
初回のCD収録。『プロ野球チームをつくろう！3』より。
11. Dusk of the Stadium (02:38)
（作曲・編曲：瀬上純）
初回のCD収録。『プロ野球チームをつくろう！3』より。
12. After The Adventure (03:52)
（作曲：瀬津丸勝、ササキトモコ、瀬上純　編曲：瀬上純）
初回のCD収録。『ソニックアドベンチャー』の曲「Welcome to Station Square」と「It Doesn't Matter」の様子がある。
13. Dreams of an Absolution (LB vs JS Remix) (05:13)
（作曲：南波真理子　作詞・編曲：Lee Brotherton　歌：Lee Brotherton vs. Jun Senoue）
ソニックシリーズアルバム「Several Wills」より。
14. Westopolis (02:47)
（作曲・編曲：瀬上純）
『シャドウ・ザ・ヘッジホッグ』より。
15. Cheerleaders A-Go-Go (Rock Guitar Mix) (03:04)
（作曲：南波真理子　編曲：瀬上純）
『スペースチャンネル5 パート2』より。
16. Where I Want To Be (03:07)
（作曲・編曲：瀬上純　歌：Skye Sweetnam）
初回のCD収録。オリジナル曲はJxJ（野田順子 × 瀬上純）のシングル「Ready!」より。
17. Takoyaki Rock (02:19)
（作詞・作曲：Ted Poley　編曲：瀬上純　歌：Ted Poley）
初回のCD収録。
18. Ignition '98...in the groove (03:45)
（作曲：光吉猛修　編曲：瀬上純）
リミックスバージョン。初回のCD収録。『SEGA Rally 2』より。
19. Soul On Desert (03:46)
（作曲・編曲：瀬上純）
アルバム「SEGA Racing Best」より。『SEGA Rally 2』より。
20. Sega Rally Championship (J.S. Kickstart Remix '99) (04:23)
（作曲：光吉猛修　編曲：瀬上純）
アルバム「SEGA Racing Best」より。
21. Burnout Running (01:23)
（作曲：TAI-HEY (佐藤大平)）
初回のCD収録。『Burnout Running』より。
22. British Rain (00:59)
（作曲・編曲：瀬上純）
初回のCD収録。『Jリーグプロサッカークラブをつくろう! 5』より。
23. Chase the Wind (01:42)
（作曲・編曲：瀬上純）
初回のCD収録。『Jリーグプロサッカークラブをつくろう! 5』より。
24. My Own Destiny (04:04)
（作曲・編曲：瀬上純）
初回のCD収録。『Jリーグプロサッカークラブをつくろう! 5』より。

## ラインナップ

### ヴォーカル
- Eric Martin （Track 2、3、5、6）
- Terry Ilous （Track 7）
- Ted Poley （Track 8、17）
- Lee Brotherton （Track 13）
- Skye Sweetnam （Track 16）
- Gary Cirimelli （バックヴォーカル）（Track 3）
- Johnny Gioeli （バックヴォーカル）（Track 5）
- Foster City Kids （コーラス）（Track 17）

### ギター
- 瀬上純
- 知野芳彦 （アコースティックギター）（Track 6、10）

### ベース
- 柴田直人 （Track 1）
- 種子田健 （Track 2～12、14、16～19、21～24）

### ドラムス
- 本間大嗣 （Track 1、4）
- Mark Schulman （Track 2、3、5～8、11、16）
- 絹川唯史 （Track 9、12、18、19）
- 河村徹 （Track 17、21～24）

### ピアノ
- 蓑部雄崇 （Track 12）

### 打楽器
- Tadashi Tomimura （Track 12）